# Fattore XII
Il fattore XII chiamato anche fattore di Hageman è una glicoproteina del peso molecolare di 80000 Dalton. È sintetizzato come zimogeno e fa parte della famiglia delle serina proteasi. 
Esso è il primo fattore della via intrinseca della coagulazione del sangue. Viene attivato dal contatto con la matrice extracellulare, in particolare dalle macromolecole di collagene, e attiva a sua volta il fattore XI per proseguire la cascata della coagulazione.

## Struttura
Il fattore XII è lungo 596 aminoacidi e consiste di due catene, una catena pesante (353 residui) e una catena leggera (243 residui) tenuti insieme da un legame disolfuro. Sono 80.000 dalton. La sua catena pesante contiene due domini di tipo fibronectinico (tipo I e II), due domini epidermici del fattore di crescita, un dominio kringle e una regione ricca di prolina e la sua catena leggera contiene il dominio della proteasi. Recentemente, la struttura del dominio tandem del fattore di coagulazione XII, simile a FnI-EGF, è stata risolta mediante cristallografia a raggi X.

## Storia
È stato scoperto nel 1955 dal dott. Oscar Ratnoff studiando il sangue di un trentasettenne, John Hageman, che lavorava come ferroviere. Hageman doveva essere sottoposto ad intervento chirurgico e agli esami preoperatori il suo sangue presentava un allungamento del tempo di coagulazione, nonostante egli non avesse mai avuto problemi di sanguinamento durante precedenti procedure chirurgiche. Dopo essere stato informato di questo dato paradossale, il Dott. Ratnoff decise di studiare il sangue di Hageman, scoprendo che era carente di un fattore che non era stato ancora identificato.
In seguito, Ratnoff ha scoperto che la carenza del fattore Hageman è una malattia autosomica recessiva, dopo aver esaminato diverse persone affini che avevano la carenza. Paradossalmente, l'embolia polmonare ha contribuito alla morte di Hageman dopo un incidente professionale nel 1968. Da allora, studi di casi e studi clinici hanno identificato un'associazione tra trombosi e deficit del fattore XII. Gli epatociti esprimono il fattore di coagulazione del sangue XII.

## Funzione
Il fattore XII fa parte della cascata della coagulazione e attiva il fattore XI e la precallikreina in vitro. Il fattore XII stesso viene attivato per il fattore XIIa da superfici caricate negativamente, come il vetro. Questo è il punto di partenza del pattern intrinseco. Il fattore XII può anche essere usato per avviare cascate di coagulazione in studi di laboratorio
In vivo, il fattore XII viene attivato per contatto con i polianioni. Le piastrine attivate secernono polimeri inorganici, polifosfati. Il contatto con polifosfati attiva il fattore XII e avvia la formazione di fibrina per via intrinseca della coagulazione con importanza critica per la formazione di trombi. Targeting di polifosfati con fosfatasi ha interferito con l'attività procoagulante delle piastrine attivate e ha bloccato la trombosi indotta da piastrine nei topi. L'aggiunta di polifosfati ripristina la coagulazione plasmatica difettosa dei pazienti con sindrome di Hermansky-Pudlak, indicando che il polimero inorganico è l'attivatore del fattore XII endogeno in vivo. L'attivazione del fattore XII del polifosfato piastrinico fornisce il collegamento dall'emostasi primaria (formazione di un tappo piastrinico) all'emostasi secondaria (formazione di reticoli fibrinici)

## Patologie correlate
Il deficit congenito del fattore XII è un difetto di coagulazione ereditario autosomico recessivo. Il gene è situato sul cromosoma 5, in particolare (5q33-qter). È prevalentemente negli ebrei Ashkenaziti. Nonostante determini in vitro un allungamento isolato dell'aPTT, non causa emorragia, ma determina un aumento del rischio trombotico. La diagnosi viene fatta con il dosaggio specifico del fattore XII.
Il fattore XII svolge un ruolo importante nella formazione del coagulo durante le misurazioni in vitro del tempo parziale di tromboplastina, il che fa sì che queste misurazioni siano marcatamente prolungate nei pazienti con deficit di fattore XII, in genere ben oltre ciò che si osserva nell'emofilia A, nell'emofilia B o carenza di fattore XI. Tutto questo, incluso il meccanismo di ereditarietà, vale anche per gli altri fattori di contatto, pre-callicreina (fattore Fletcher) e chininogeno ad alto peso molecolare.
Deficit del fattore XII possono predisporre gli individui a un maggiore rischio di trombosi venosa a causa del ruolo del fattore XII come uno dei catalizzatori per la conversione del plasminogeno alla sua forma fibrinolitica attiva di plasmina.
Il fattore XII viene attivato anche dalle endotossine, in particolare il lipide A.

Cascata della coagulazione